# خويفيرة هلباء
خويفيرة هلباء (الاسم العلمي:Koeleria hirsuta) هي نوع من النباتات تتبع جنس الخويفيرة من الفصيلة النجيلية.